# Erich Karschies
Erich Karschies (* 8. Februar 1909 in Laugszargen, Landkreis Tilsit, heute in der Rajongemeinde Tauragė; † 5. November 1942) war ein deutscher Lehrer und Schriftsteller.

## Leben
Erich Karschies wurde am 8. Februar 1909 in Laugszargen im Landkreis Tilsit geboren. Er besuchte zuerst die Volksschule in Groß Schilleningken im Landkreis Heydekrug, wechselte danach zur Schule in Memel und dann an das dortige Lehrerseminar, welches er 1932 mit der zweiten Lehramtsprüfung abschloss. Nach weiteren Prüfungen in Königsberg arbeitete er ab 1935 als Lehrer und wurde 1937 zum Schulrat ernannt. Neben dem Lehrerberuf veröffentlichte Karschies Artikel z. B. im „Memeler Dampfboot“ und im „Grenzgarten“, vorwiegend auf niederpreußischem Plattdeutsch, um der staatlichen Zensur zu entgehen. Nachdem das Memelland wieder an das Deutsche Reich angeschlossen wurde, trat Karschies zum 1. April 1939 der NSDAP bei (Mitgliedsnummer 7.093.158). Im Jahre 1940 erschien sein erster Roman in der nationalsozialistischen Buchgemeinschaft Der Braune Buch-Ring, der erfolgreiche „Fischmeister“, der ihn überregional bekannt machte. Schon im Folgejahr erschien sein zweiter Roman „Dahinter ist immer die Sonne“, der sich mit dem Schicksal der Volksdeutschen befasste. Karschies meldete sich 1941 zur Wehrmacht und kämpfte an der Ostfront bei der Infanterie. 
Erich Karschies fiel am 5. November 1942. Er wurde 1943/44 postum mit dem Johann-Gottfried-von-Herder-Preis geehrt. Bei der Vertreibung der Deutschen aus Ostpreußen flüchtete seine Frau mit den Kindern nach Flensburg. 
Nach Ende des Zweiten Weltkrieges wurde in der Sowjetischen Besatzungszone Karschies’  Buch „Dahinter ist immer die Sonne“ auf die Liste der auszusondernden Literatur gesetzt.

## Publikationen
- 1933: Sprachübungsheft: Übungsstoffe aus Rechtschreibung und Sprachlehre für den litauischen Unterricht an Schulen des Memelgebiets
- 1940: Der Fischmeister, Holzner Verlag, Tilsit und Leipzig
- 1941: Dahinter ist immer die Sonne, Vier Tannen Verlag, Berlin und Leipzig

## Ehrungen
- Johann-Gottfried-von-Herder-Preis, 1943/44